# Montreuil (Sena Saint-Denis)
Montreuil és un municipi francès, situat al departament de Sena Saint-Denis i a la regió de l'Illa de França. L'any 2007 tenia 102.097 habitants.
Forma part del cantó de Montreuil-1 i del cantó de Montreuil-2 i del districte de Bobigny. I des del 2016, de la divisió Est Ensemble de la Metròpoli del Gran París.

## Demografia

### Població
El 2007 la població de fet de Montreuil era de 102.097 persones. Hi havia 40.291 famílies, de les quals 15.889 eren unipersonals (6.712 homes vivint sols i 9.177 dones vivint soles), 7.610 parelles sense fills, 11.485 parelles amb fills i 5.307 famílies monoparentals amb fills.
La població ha evolucionat segons el següent gràfic:
Habitants censats

### Habitatges
El 2007 hi havia 44.871 habitatges, 42.137 eren l'habitatge principal de la família, 417 eren segones residències i 2.317 estaven desocupats. 8.239 eren cases i 35.826 eren apartaments. Dels 42.137 habitatges principals, 14.312 estaven ocupats pels seus propietaris, 26.590 estaven llogats i ocupats pels llogaters i 1.235 estaven cedits a títol gratuït; 4.475 tenien una cambra, 12.029 en tenien dues, 13.050 en tenien tres, 7.988 en tenien quatre i 4.596 en tenien cinc o més. 17.418 habitatges disposaven pel capbaix d'una plaça de pàrquing. A 19.839 habitatges hi havia un automòbil i a 3.890 n'hi havia dos o més.

### Piràmide de població
La piràmide de població per edats i sexe el 2009 era:
| Homes | Edats   | Dones |
| ----- | ------- | ----- |
| 24    | 95 o +  | 82    |
| 104   | 90 a 94 | 325   |
| 273   | 85 a 89 | 656   |
| 373   | 80 a 84 | 708   |
| 991   | 75 a 79 | 1.678 |
| 1.185 | 70 a 74 | 1.785 |
| 1.594 | 65 a 69 | 1.922 |
| 1.766 | 60 a 64 | 1.708 |
| 2.402 | 55 a 59 | 1.939 |
| 3.072 | 50 a 54 | 3.063 |
| 3.533 | 45 a 49 | 3.234 |
| 3.711 | 40 a 44 | 3.630 |
| 3.870 | 35 a 39 | 3.841 |
| 3.952 | 30 a 34 | 3.861 |
| 3.468 | 25 a 29 | 3.825 |
| 2.785 | 20 a 24 | 2.716 |
| 2.644 | 15 a 19 | 2.550 |
| 2.952 | 10 a 14 | 2.918 |
| 2.988 | 5 a 9   | 2.982 |
| 2.790 | 0 a 4   | 2.678 |

## Economia

### Salaris i ocupació
El 2007 el salari net horari mitjà era 12,5 €/h en el cas dels alts càrrecs era de 21,8 €/h (23,2 €/h els homes i 19,9 €/h les dones), el dels professionals intermedis 13,3 €/h (13,5 €/h els homes i 13,1 les dones), el dels empleats 9,6 €/h (9,5 €/h els homes i 9,8 €/h les dones) i el dels obrers 9,6 €/h (9,9 €/h els homes i 9,2 €/h les dones).
El 2007 la població en edat de treballar era de 70.727 persones, 53.413 eren actives i 17.314 eren inactives. De les 53.413 persones actives 43.838 estaven ocupades (22.757 homes i 21.081 dones) i 9.574 estaven aturades (5.350 homes i 4.224 dones). De les 17.314 persones inactives 3.278 estaven jubilades, 7.346 estaven estudiant i 6.690 estaven classificades com a «altres inactius».

### Ingressos
El 2009 a Montreuil hi havia 41.621 unitats fiscals que integraven 105.390,5 persones, la mediana anual d'ingressos fiscals per persona era de 15.767 €.

### Activitats econòmiques
Dels 7.100 establiments que hi havia el 2007, 25 eren d'empreses extractives, 71 d'empreses alimentàries, 36 d'empreses de fabricació de material elèctric, 1 d'una empresa de fabricació d'elements pel transport, 386 d'empreses de fabricació d'altres productes industrials, 1.215 d'empreses de construcció, 1.613 d'empreses de comerç i reparació d'automòbils, 339 d'empreses de transport, 426 d'empreses d'hostatgeria i restauració, 527 d'empreses d'informació i comunicació, 202 d'empreses financeres, 256 d'empreses immobiliàries, 1.170 d'empreses de serveis, 424 d'entitats de l'administració pública i 409 d'empreses classificades com a «altres activitats de serveis».
Dels 1.757 establiments de servei als particulars que hi havia el 2009, 3 eren oficines d'administració d'Hisenda pública, 4 oficines del servei públic d'ocupació, 7 oficines de correu, 35 oficines bancàries, 10 funeràries, 87 tallers de reparació d'automòbils i de material agrícola, 9 tallers d'inspecció tècnica de vehicles, 4 establiments de lloguer de cotxes, 9 autoescoles, 163 paletes, 232 guixaires pintors, 114 fusteries, 126 lampisteries, 114 electricistes, 360 empreses de construcció, 65 perruqueries, 6 veterinaris, 2 agències de treball temporal, 312 restaurants, 54 agències immobiliàries, 27 tintoreries i 14 salons de bellesa.
Dels 392 establiments comercials que hi havia el 2009, 1 era, 19 supermercats, 3 grans superfícies de material de bricolatge, 3 botigues de més de 120 m², 73 botiges de menys de 120 m², 56 fleques, 31 carnisseries, 1 una carnisseria, 3 peixateries, 27 llibreries, 68 botigues de roba, 11 botigues d'equipament de la llar, 15 sabateries, 17 botigues d'electrodomèstics, 9 botigues de mobles, 13 botigues de material esportiu, 6 drogueries, 10 perfumeries, 7 joieries i 19 floristeries.
L'any 2000 a Montreuil hi havia 6 explotacions agrícoles.

## Equipaments sanitaris i escolars
El 2009 hi havia 2 hospitals de tractaments de curta durada, 3 hospitals de tractaments de mitja durada (seguiment i rehabilitació), 6 psiquiàtrics, 1 centre d'urgències, 1 maternitat, 10 centres de salut, 32 farmàcies i 6 ambulàncies.
El 2009 hi havia 24 escoles maternals i 23 escoles elementals. A Montreuil hi havia 10 col·legis d'educació secundària, 6 liceus d'ensenyament general i 2 liceus tecnològics. Als col·legis d'educació secundària hi havia 4.559 alumnes, als liceus d'ensenyament general n'hi havia 3.602 i als liceus tecnològics 251.
Montreuil disposava de 7 centres de formació no universitària superior, dels quals1 era de formació sanitària, 1 de comerç i 5 d'altra formació. Disposava d'un institut universitari.

## Poblacions més properes
El següent diagrama mostra les poblacions més properes.